# Poco zucchero
Poco zucchero è il secondo album in studio del cantautore italiano Faust'O, pubblicato nel maggio del 1979.

## Descrizione
I testi e le musiche di tutte le canzoni sono scritte da Faust'O, tranne Vincent Price (il cui testo è di Oscar Avogadro). 
Probabilmente il suo album più conosciuto grazie anche all'inserimento di Oh! Oh! Oh!, il suo brano più celebre, che fece parte anche della selezione del Festivalbar di quell'anno.

## Tracce
Lato A
1. Vincent Price – 3:53
2. Cosa rimane – 2:55
3. Attori malinconici – 4:25
4. Oh! Oh! Oh! – 4:25

Durata totale: 15:38
Lato B
1. In tua assenza – 3:09
2. Kleenex – 3:10
3. Il lungo addio – 3:57
4. Funerale a Praga – 7:08

Durata totale: 17:24

## Crediti
- Faust'O - voce, synth, basso, tastiera, pianoforte, chitarra, cori
- Alberto Radius - chitarra
- Franco Graniero - tastiera, pianoforte
- Luigi Tonet - synth
- Tullio De Piscopo - batteria, percussioni
- Julius Farmer - basso
- Walter Calloni - batteria
- Claudio Pascoli - sax
- Jason Barton, Paola Orlandi - cori